# Agnès Tchuinté
Agnès Tchuinté (30 januari 1959) is een atleet uit Kameroen.
Tchuinté nam op de Olympische Spelen van 1980 en de Olympische Spelen van 1984 voor Kameroen deel aan het onderdeel speerwerpen.
- World Athletics: 14550214